# Imagine (Ariana Grande)
"Imagine" (gestileerd als "imagine") is een nummer van de Amerikaanse zangeres Ariana Grande, dat onderdeel is van haar vijfde studioalbum, Thank U, Next. Het nummer werd uitgebracht op 14 december 2018 door Republic Records. 
Grande zong het nummer voor het eerst tijdens een show bij Jimmy Fallon. Ze zong het nummer niet op de Sweetener World Tour, net zoals "ghostin", omdat ze het emotioneel te zwaar vond om te zingen. Ze zong er echter wel een fragment van bij de Grammy Awards in januari 2020. 

## Hitnoteringen

### Nederlandse Top 40
| Hitnotering: 29-12-2018 t/m 12-01-2019 | Hitnotering: 29-12-2018 t/m 12-01-2019 | Hitnotering: 29-12-2018 t/m 12-01-2019 | Hitnotering: 29-12-2018 t/m 12-01-2019 | Hitnotering: 29-12-2018 t/m 12-01-2019 |
| Week:                                  | 1                                      | 2                                      | 3                                      |                                        |
| -------------------------------------- | -------------------------------------- | -------------------------------------- | -------------------------------------- | -------------------------------------- |
| Positie:                               | 38                                     | 38                                     | 40                                     | uit                                    |

### NederlandseSingle Top 100
| Hitnotering: (Week 1 t/m 5) 22-12-2018 t/m 19-01-2019 Hitnotering: (Week 6) 16-02-2019 | Hitnotering: (Week 1 t/m 5) 22-12-2018 t/m 19-01-2019 Hitnotering: (Week 6) 16-02-2019 | Hitnotering: (Week 1 t/m 5) 22-12-2018 t/m 19-01-2019 Hitnotering: (Week 6) 16-02-2019 | Hitnotering: (Week 1 t/m 5) 22-12-2018 t/m 19-01-2019 Hitnotering: (Week 6) 16-02-2019 | Hitnotering: (Week 1 t/m 5) 22-12-2018 t/m 19-01-2019 Hitnotering: (Week 6) 16-02-2019 | Hitnotering: (Week 1 t/m 5) 22-12-2018 t/m 19-01-2019 Hitnotering: (Week 6) 16-02-2019 | Hitnotering: (Week 1 t/m 5) 22-12-2018 t/m 19-01-2019 Hitnotering: (Week 6) 16-02-2019 | Hitnotering: (Week 1 t/m 5) 22-12-2018 t/m 19-01-2019 Hitnotering: (Week 6) 16-02-2019 | Hitnotering: (Week 1 t/m 5) 22-12-2018 t/m 19-01-2019 Hitnotering: (Week 6) 16-02-2019 |
| Week:                                                                                  | 1                                                                                      | 2                                                                                      | 3                                                                                      | 4                                                                                      | 5                                                                                      |                                                                                        | 6                                                                                      |                                                                                        |
| -------------------------------------------------------------------------------------- | -------------------------------------------------------------------------------------- | -------------------------------------------------------------------------------------- | -------------------------------------------------------------------------------------- | -------------------------------------------------------------------------------------- | -------------------------------------------------------------------------------------- | -------------------------------------------------------------------------------------- | -------------------------------------------------------------------------------------- | -------------------------------------------------------------------------------------- |
| Positie:                                                                               | 32                                                                                     | 95                                                                                     | 66                                                                                     | 58                                                                                     | 84                                                                                     | uit                                                                                    | 57                                                                                     | uit                                                                                    |